# ذكية خدادادي
ذكية خدادادي وتكتب أيضا ذكية خودادادي (بالبشتوية: ذکیه خدادادی)  هي أفغانية تمارس التايكواندو. وهي أول امرأة أفغانية تمارس الباراتيكواندو. صعدت إلى الصدارة بعد فوزها ببطولة إفريقيا الدولية للباراتيكواندو في عام 2016 عن عمر يناهز 18 عامًا. ستمثل أفغانستان في دورة الألعاب البارألمبية الصيفية لعام 2020 . حُرمت في البداية من فرصة المنافسة في أول دورة أولمبية للمعاقين بسبب استيلاء طالبان على السلطة ، لكن سمحت لها لاحقًا اللجنة الألمبية الدولية للمعاقين بالمنافسة في هذا الحدث بعد إجلائها بأمان من أفغانستان. وستصبح أول امرأة أفغانية متنافسة في الألعاب الأولمبية للمعاقين قبل استيلاء طالبان على السلطة.

## السيرة الشخصية
تأتي خددادي من مقاطعة هرات. ولديها ذراع وظيفية واحدة فقط.

## المسار المهني
كانت ذكية متحمسة لممارسة رياضة التايكوندو لأن الميداليات الأولمبية الوحيدة في أفغانستان جاءت من التايكوندو في عامي 2012 و 2016. وكان مصدر إلهامها هو روح الله نيكباي الذي يُعد الحاصل الوحيد على الميدالية الأولمبية التي جاءت لأفغانستان. مثلها مثل كثير من النساء الأخريات في أفغانستان شُجعنَّ على التنافس في الأحداث الرياضية المشابهة لنظرائهن من الرجال بعد سقوط نظام طالبان الذي بدأ في عام 2001. ومع ذلك، فقد حصلت على معظم دوراتها التدريبية في المنزل في فِنَاء منزلها الخلفي إذ أٌعيقت عن تمثيل النوادي المحلية بسبب وجود طالبان في مسقط رأسها في مقاطعة هرات.
فازت ببطولة الباراتيكواندو الدولية الأفريقية لعام 2016 التي أقيمت في مصر. ولقد حصلت على بطاقة جامعية للمشاركة في دورة الألعاب الأولمبية الصيفية للمعاقين المتأخرة لعام 2020 التي من المقرر عقدها في طوكيو. اختيرت كواحدة من أصل متنافسيَن اثنين من أفغانستان إلى جانب رياضي المضمار حسين رسولي للألعاب الأوليمبية للمعاقين عُينت زكية للمنافسة في مسابقة 44 كيلوغرام للسيدات تحت 49 كجم.
تركت والديها وسافرت إلى كابول لتحضير نفسها بالانخراط في التدريب قبل دورة الألعاب الأولمبية الصيفية للمعاقين. ولكن يوم 16 أغسطس 2021، أُجبرت أفغانستان على الانسحاب من الحدث، عقب سقوط كابول في أيدي طالبان. كذلك لم يتمكن الرياضيون الأفغان من مغادرة كابول بسبب إغلاق المطارات. لكنها أخفت نفسها عن طالبان بعد استيلاء طالبان على السلطة، وطلبت أيضًا المساعدة الفورية من أجل اتخاذ الترتيبات اللازمة لها؛ لكي تشارك في دورة الألعاب الأولمبية للمعاقين في طوكيو. ولقد تأكد وجودها في قائمة الإجلاء الخاصة بإسبانيا.
وصلت زكية مع مواطنها حسين رسولي إلى طوكيو في 28 أغسطس 2021، بعد أن أخذت رحلة جوية في طريقها من كابول إلى باريس، وبذلك تكون أنهت حالة الشك التي سادت بشأن مشاركة أفغانستان في أولمبياد طوكيو للمعاقين. كشف أندرو بارسونز رئيس اللجنة الأولمبية الدولية للمعاقين أن كلا الرياضيين الأفغانيين لن يستطيعا إجراء المقابلات، وأصر أيضًا على منحهما الإذن لتخطي المؤتمرات الصحفية المعتادة.
 